# Atletica leggera alla XXIX Universiade - Eptathlon
L'eptathlon femminile alla XXIX Universiade si è svolto dal 26 al 27 agosto 2017.

## Podio
| Oro     | Verena Preiner Austria   |
| Argento | Alysha Burnett Australia |
| Bronzo  | Noor Vidts Belgio        |

## Risultati

### 100 metri ostacoli
Vento:

Batteria 1: 0,0 m/s, Batteria 2: -1,4 m/s, Batteria 3: -1,4 m/s
| Posizione | Batteria | Atleta                  | Nazione          | Tempo | Punti | Note                                     |
| --------- | -------- | ----------------------- | ---------------- | ----- | ----- | ---------------------------------------- |
| 1         | 3        | Verena Preiner          | Austria          | 13.90 | 993   |                                          |
| 2         | 2        | Chu Chia-ling           | Taipei Cinese    | 14.06 | 970   | Miglior prestazione personale stagionale |
| 3         | 3        | Jutta Heikkinen         | Finlandia        | 14.20 | 950   |                                          |
| 4         | 2        | Noor Vidts              | Belgio           | 14.27 | 941   |                                          |
| 5         | 3        | Fiorella Chiappe        | Argentina        | 14.31 | 935   |                                          |
| 6         | 3        | Liou Ya-jyun            | Taipei Cinese    | 14.53 | 905   |                                          |
| 7         | 2        | Alysha Burnett          | Australia        | 14.60 | 895   |                                          |
| 8         | 2        | Pang Yuting             | Cina             | 14.71 | 880   |                                          |
| 9         | 3        | Lucia Mokrášová         | Slovacchia       | 14.93 | 851   |                                          |
| 10        | 2        | Vanessa Spínola         | Brasile          | 15.20 | 815   |                                          |
| 11        | 2        | Dallyssa Huggins        | Canada           | 15.54 | 772   |                                          |
| 12        | 1        | Kim Chae-young          | Corea del Sud    | 15.62 | 762   |                                          |
| 13        | 1        | Tresna Puspita Gustiayu | Indonesia        | 15.65 | 758   |                                          |
| 14        | 1        | Martine Bye             | Norvegia         | 16.01 | 713   |                                          |
| 15        | 1        | Tjaša Potočar           | Slovenia         | 17.21 | 573   |                                          |
| 16        | 1        | Brina Mljač             | Slovenia         | 17.29 | 564   |                                          |
| 17        | 2        | Terje Kaunissaar        | Estonia          | 18.80 | 409   |                                          |
| 18        | 1        | Ghazala Siddique        | Pakistan         | 22.00 | 157   |                                          |
|           | 2        | Nicole Oudenaarden      | Canada           | DQ    | 0     | R168.7a                                  |
|           | 1        | Shardiela Eisden        | Antille Olandesi | DNS   | 0     |                                          |
|           | 3        | Meg Hemphill            | Giappone         | DNS   | 0     |                                          |
|           | 3        | Stanislava Lajčáková    | Slovacchia       | DNS   | 0     |                                          |

### Salto in alto
| Posizione | Gruppo | Atleta                  | Nazione       |     | 1.32 | 1.35 | 1.38 | 1.41 | 1.44 | 1.47 | 1.50 | 1.53 | 1.56 | 1.59 | 1.62 | 1.65 | 1.68 | 1.71 | 1.74 | 1.77 | 1.80 | 1.83 | 1.86 | 1.89 | Risultato | Punti                                    | Note | Totale |
| --------- | ------ | ----------------------- | ------------- | --- | ---- | ---- | ---- | ---- | ---- | ---- | ---- | ---- | ---- | ---- | ---- | ---- | ---- | ---- | ---- | ---- | ---- | ---- | ---- | ---- | --------- | ---------------------------------------- | ---- | ------ |
| 1         | A      | Alysha Burnett          | Australia     | –   | –    | –    | –    | –    | –    | –    | –    | –    | –    | –    | –    | –    | –    | o    | o    | o    | o    | xo   | xxx  | 1.86 | 1054      | Miglior prestazione personale stagionale | 1949 |        |
| 2         | A      | Verena Preiner          | Austria       | –   | –    | –    | –    | –    | –    | –    | –    | –    | –    | o    | o    | o    | o    | o    | o    | xxx  |      |      |      | 1.77 | 941       | Miglior prestazione personale stagionale | 1934 |        |
| 3         | A      | Noor Vidts              | Belgio        | –   | –    | –    | –    | –    | –    | –    | –    | –    | –    | –    | o    | o    | o    | o    | xxx  |      |      |      |      | 1.74 | 903       |                                          | 1844 |        |
| 4         | A      | Dallyssa Huggins        | Canada        | –   | –    | –    | –    | –    | –    | –    | –    | –    | –    | –    | o    | o    | xo   | o    | xxx  |      |      |      |      | 1.74 | 903       |                                          | 1675 |        |
| 5         | A      | Pang Yuting             | Cina          | –   | –    | –    | –    | –    | –    | o    | –    | o    | o    | o    | o    | o    | o    | r    |      |      |      |      |      | 1.71 | 867       |                                          | 1747 |        |
| 6         | A      | Nicole Oudenaarden      | Canada        | –   | –    | –    | –    | –    | –    | –    | –    | –    | –    | o    | o    | xxo  | xxo  | xxx  |      |      |      |      |      | 1.71 | 867       |                                          | 867  |        |
| 7         | A      | Vanessa Spínola         | Brasile       | –   | –    | –    | –    | –    | –    | –    | –    | –    | o    | o    | o    | o    | xxx  |      |      |      |      |      |      | 1.68 | 830       |                                          | 1645 |        |
| 8         | B      | Kim Chae-young          | Corea del Sud | –   | –    | –    | –    | –    | –    | –    | –    | o    | o    | o    | o    | xo   | xxx  |      |      |      |      |      |      | 1.68 | 830       | Miglior prestazione personale stagionale | 1592 |        |
| 9         | A      | Terje Kaunissaar        | Estonia       | –   | –    | –    | –    | –    | –    | –    | –    | –    | –    | o    | xo   | xo   | xxx  |      |      |      |      |      |      | 1.68 | 830       |                                          | 1239 |        |
| 10        | A      | Martine Bye             | Norvegia      | –   | –    | –    | –    | –    | –    | –    | –    | –    | o    | o    | o    | xxo  | xxx  |      |      |      |      |      |      | 1.68 | 830       |                                          | 1543 |        |
| 11        | A      | Jutta Heikkinen         | Finlandia     | –   | –    | –    | –    | –    | –    | –    | –    | –    | o    | o    | xo   | xxo  | xxx  |      |      |      |      |      |      | 1.68 | 830       |                                          | 1780 |        |
| 12        | A      | Fiorella Chiappe        | Argentina     | –   | –    | –    | –    | –    | –    | –    | –    | –    | o    | –    | xxo  | xxo  | xxx  |      |      |      |      |      |      | 1.68 | 830       |                                          | 1765 |        |
| 13        | B      | Chu Chia-ling           | Taipei Cinese | –   | –    | –    | –    | –    | –    | –    | –    | o    | o    | o    | xxx  |      |      |      |      |      |      |      |      | 1.62 | 759       |                                          | 1729 |        |
| 14        | B      | Liou Ya-jyun            | Taipei Cinese | –   | –    | –    | –    | –    | xo   | xo   | xxo  | xo   | o    | xxx  |      |      |      |      |      |      |      |      |      | 1.59 | 724       |                                          | 1629 |        |
| 15        | B      | Lucia Mokrášová         | Slovacchia    | –   | –    | –    | –    | –    | o    | o    | o    | o    | xo   | xxx  |      |      |      |      |      |      |      |      |      | 1.59 | 724       |                                          | 1575 |        |
| 16        | B      | Tresna Puspita Gustiayu | Indonesia     | –   | –    | o    | o    | o    | o    | xo   | xxx  |      |      |      |      |      |      |      |      |      |      |      |      | 1.50 | 621       |                                          | 1379 |        |
| 17        | B      | Brina Mljač             | Slovenia      | o   | o    | xxx  |      |      |      |      |      |      |      |      |      |      |      |      |      |      |      |      |      | 1.35 | 460       |                                          | 1024 |        |
| 18        | B      | Tjaša Potočar           | Slovenia      | o   | xxx  |      |      |      |      |      |      |      |      |      |      |      |      |      |      |      |      |      |      | 1.32 | 429       |                                          | 1002 |        |
|           | B      | Ghazala Siddique        | Pakistan      | xxx |      |      |      |      |      |      |      |      |      |      |      |      |      |      |      |      |      |      |      | NM   | 0         |                                          | 157  |        |

### Getto del peso
| Posizione | Gruppo | Atleta                  | Nationalità   | #1    | #2    | #3    | Risultato | Punti | Note                                     | Totale |
| --------- | ------ | ----------------------- | ------------- | ----- | ----- | ----- | --------- | ----- | ---------------------------------------- | ------ |
| 1         | A      | Nicole Oudenaarden      | Canada        | 13.73 | 13.83 | 13.07 | 13.83     | 783   |                                          | 1650   |
| 2         | A      | Verena Preiner          | Austria       | 12.56 | 13.18 | 13.32 | 13.32     | 749   |                                          | 2683   |
| 3         | A      | Dallyssa Huggins        | Canada        | 12.78 | x     | 11.41 | 12.78     | 713   |                                          | 2388   |
| 4         | A      | Lucia Mokrášová         | Slovacchia    | 12.39 | 12.26 | 12.69 | 12.69     | 707   |                                          | 2282   |
| 5         | A      | Noor Vidts              | Belgio        | 12.59 | 12.08 | 12.68 | 12.68     | 706   |                                          | 2550   |
| 6         | A      | Vanessa Spínola         | Brasile       | 11.32 | 11.46 | 12.61 | 12.61     | 702   |                                          | 2347   |
| 7         | A      | Alysha Burnett          | Australia     | 11.08 | 10.03 | 12.46 | 12.46     | 692   |                                          | 2641   |
| 8         | B      | Chu Chia-ling           | Taipei Cinese | 10.38 | 11.08 | 12.27 | 12.27     | 679   | Miglior prestazione personale stagionale | 2408   |
| 9         | A      | Jutta Heikkinen         | Finlandia     | 11.43 | 12.06 | 12.23 | 12.23     | 676   |                                          | 2456   |
| 10        | A      | Terje Kaunissaar        | Estonia       | 11.94 | x     | 12.01 | 12.01     | 662   |                                          | 1901   |
| 11        | B      | Pang Yuting             | Cina          | 11.70 | 11.14 | 11.69 | 11.70     | 641   | Miglior prestazione personale stagionale | 2388   |
| 12        | B      | Tresna Puspita Gustiayu | Indonesia     | 10.93 | 11.52 | 11.12 | 11.52     | 629   |                                          | 2008   |
| 13        | A      | Martine Bye             | Norvegia      | 11.32 | 11.04 | 11.33 | 11.33     | 617   |                                          | 2160   |
| 14        | B      | Kim Chae-young          | Corea del Sud | 10.02 | x     | 10.58 | 10.58     | 567   | Miglior prestazione personale stagionale | 2159   |
| 15        | B      | Liou Ya-jyun            | Taipei Cinese | 9.71  | 10.09 | 10.35 | 10.35     | 552   | Miglior prestazione personale stagionale | 2181   |
| 16        | B      | Tjaša Potočar           | Slovenia      | 9.12  | 9.40  | 9.33  | 9.40      | 490   |                                          | 1492   |
| 17        | B      | Brina Mljač             | Slovenia      | 8.36  | 8.52  | 9.19  | 9.19      | 477   |                                          | 1501   |
| 18        | B      | Ghazala Siddique        | Pakistan      | 7.12  | 6.78  | 7.04  | 7.12      | 343   |                                          | 500    |
|           | B      | Fiorella Chiappe        | Argentina     |       |       |       | DNS       | 0     |                                          | DNF    |

### 200 metri piani
Vento:

Batteria 1: -2,2 m/s, Batteria 2: -0,2 m/s, Batteria 3: -3,4 m/s
| Posizione | Batteria | Atleta                  | Nazione       | Tempo | Punti | Note                                     | Totale |
| --------- | -------- | ----------------------- | ------------- | ----- | ----- | ---------------------------------------- | ------ |
| 1         | 3        | Verena Preiner          | Austria       | 24.82 | 903   |                                          | 3586   |
| 2         | 3        | Noor Vidts              | Belgio        | 25.13 | 875   |                                          | 3425   |
| 3         | 3        | Vanessa Spínola         | Brasile       | 25.55 | 837   |                                          | 3184   |
| 4         | 2        | Jutta Heikkinen         | Finlandia     | 25.62 | 831   |                                          | 3287   |
| 5         | 3        | Nicole Oudenaarden      | Canada        | 25.68 | 825   |                                          | 2475   |
| 6         | 2        | Alysha Burnett          | Australia     | 25.92 | 804   |                                          | 3445   |
| 7         | 3        | Lucia Mokrášová         | Slovacchia    | 26.09 | 789   |                                          | 3071   |
| 8         | 2        | Dallyssa Huggins        | Canada        | 26.32 | 769   |                                          | 3157   |
| 9         | 2        | Chu Chia-ling           | Taipei Cinese | 26.43 | 760   | Miglior prestazione personale stagionale | 3168   |
| 10        | 2        | Pang Yuting             | Cina          | 26.93 | 718   |                                          | 3106   |
| 11        | 2        | Liou Ya-jyun            | Taipei Cinese | 27.29 | 688   |                                          | 2869   |
| 12        | 2        | Kim Chae-young          | Corea del Sud | 27.36 | 682   |                                          | 2841   |
| 13        | 1        | Tjaša Potočar           | Slovenia      | 27.86 | 642   |                                          | 2134   |
| 14        | 1        | Brina Mljač             | Slovenia      | 28.14 | 620   |                                          | 2121   |
| 15        | 1        | Terje Kaunissaar        | Estonia       | 28.50 | 592   |                                          | 2493   |
| 16        | 1        | Tresna Puspita Gustiayu | Indonesia     | 28.52 | 590   |                                          | 2598   |
| 17        | 1        | Martine Bye             | Norvegia      | 28.86 | 565   |                                          | 2725   |
| 18        | 1        | Ghazala Siddique        | Pakistan      | 31.58 | 377   |                                          | 877    |

### Salto in lungo
| Posizione | Gruppo | Atleta                  | Nationalità   | #1   | #2    | #3   | Risultato | Punti | Note                                     | Totale |
| --------- | ------ | ----------------------- | ------------- | ---- | ----- | ---- | --------- | ----- | ---------------------------------------- | ------ |
| 1         | A      | Noor Vidts              | Belgio        | 6.15 | x     | 6.20 | 6.20      | 912   |                                          | 4337   |
| 2         | A      | Alysha Burnett          | Australia     | 5.81 | 6.09  | 5.88 | 6.09      | 877   |                                          | 4322   |
| 3         | A      | Verena Preiner          | Austria       | x    | 5.87  | 5.94 | 5.94      | 831   |                                          | 4417   |
| 4         | A      | Jutta Heikkinen         | Finlandia     | 5.55 | 5.76  | 5.69 | 5.76      | 777   |                                          | 4064   |
| 5         | B      | Chu Chia-ling           | Taipei Cinese | 5.71 | 5.65  | 5.48 | 5.71      | 762   | Miglior prestazione personale stagionale | 3930   |
| 6         | A      | Nicole Oudenaarden      | Canada        | 5.70 | x     | x    | 5.70      | 759   |                                          | 3234   |
| 7         | A      | Vanessa Spínola         | Brasile       | 5.53 | 5.63  | 5.48 | 5.63      | 738   |                                          | 3922   |
| 8         | B      | Kim Chae-young          | Corea del Sud | 5.36 | 5.61w | 5.58 | 5.61w     | 732   |                                          | 3573   |
| 9         | A      | Pang Yuting             | Cina          | 5.43 | 5.45  | –    | 5.45      | 686   |                                          | 3792   |
| 10        | B      | Lucia Mokrášová         | Slovacchia    | 5.28 | 5.31  | 5.32 | 5.32      | 648   |                                          | 3719   |
| 11        | B      | Dallyssa Huggins        | Canada        | 5.07 | 5.19  | x    | 5.19      | 612   |                                          | 3769   |
| 12        | B      | Martine Bye             | Norvegia      | x    | x     | 4.74 | 4.74      | 490   |                                          | 3215   |
| 13        | B      | Tresna Puspita Gustiayu | Indonesia     | 4.63 | 4.33  | 4.71 | 4.71      | 482   |                                          | 3080   |
| 14        | B      | Tjaša Potočar           | Slovenia      | 4.22 | 4.57  | 4.67 | 4.67      | 472   |                                          | 2606   |
| 15        | B      | Brina Mljač             | Slovenia      | 4.32 | 4.38  | 4.39 | 4.39      | 401   |                                          | 2522   |
| 16        | B      | Ghazala Siddique        | Pakistan      | x    | 3.93  | 3.58 | 3.93      | 292   |                                          | 1169   |
|           | B      | Terje Kaunissaar        | Estonia       | x    | x     | x    | NM        | 0     |                                          | 2493   |
|           | A      | Liou Ya-jyun            | Taipei Cinese |      |       |      | DNS       | 0     |                                          | DNF    |

### Lancio del giavellotto
| Posizione | Atleta                  | Nationalità   | #1    | #2    | #3    | Risultato | Punti | Note                                     | Totale |
| --------- | ----------------------- | ------------- | ----- | ----- | ----- | --------- | ----- | ---------------------------------------- | ------ |
| 1         | Verena Preiner          | Austria       | 48.61 | 44.14 | x     | 48.61     | 833   |                                          | 5250   |
| 2         | Alysha Burnett          | Australia     | 46.26 | 42.93 | x     | 46.26     | 788   |                                          | 5110   |
| 3         | Jutta Heikkinen         | Finlandia     | 43.71 | x     | 44.91 | 44.91     | 762   |                                          | 4826   |
| 4         | Martine Bye             | Norvegia      | 39.33 | 43.73 | 39.46 | 43.73     | 739   | Miglior prestazione personale stagionale | 3954   |
| 5         | Pang Yuting             | Cina          | x     | 42.40 | 39.15 | 42.40     | 713   | Miglior prestazione personale stagionale | 4505   |
| 6         | Terje Kaunissaar        | Estonia       | 42.19 | 38.76 | 40.74 | 42.19     | 709   |                                          | 3202   |
| 7         | Nicole Oudenaarden      | Canada        | 40.93 | 40.65 | 40.56 | 40.93     | 685   |                                          | 3919   |
| 8         | Vanessa Spínola         | Brasile       | 38.60 | x     | x     | 38.60     | 640   |                                          | 4562   |
| 9         | Chu Chia-ling           | Taipei Cinese | 37.63 | x     | 36.64 | 37.63     | 622   |                                          | 4552   |
| 10        | Kim Chae-young          | Corea del Sud | 31.86 | x     | 35.69 | 35.69     | 585   |                                          | 4158   |
| 11        | Lucia Mokrášová         | Slovacchia    | 32.96 | x     | 35.04 | 35.04     | 572   |                                          | 4291   |
| 12        | Dallyssa Huggins        | Canada        | 32.06 | 30.43 | 34.24 | 34.24     | 557   |                                          | 4326   |
| 13        | Noor Vidts              | Belgio        | 30.35 | 31.37 | 30.66 | 31.37     | 503   |                                          | 4840   |
| 14        | Tresna Puspita Gustiayu | Indonesia     | 30.14 | x     | 30.20 | 30.20     | 480   |                                          | 3560   |
| 15        | Tjaša Potočar           | Slovenia      | x     | 23.35 | 25.63 | 25.63     | 394   |                                          | 3000   |
| 16        | Brina Mljač             | Slovenia      | 23.78 | 23.86 | 22.28 | 23.86     | 361   |                                          | 2883   |
|           | Ghazala Siddique        | Pakistan      | x     | x     | x     | NM        | 0     |                                          | 1169   |

### 800 metri piani
| Posizione | Batteria | Atleta                  | Nazione       | Tempo   | Punti | Note |
| --------- | -------- | ----------------------- | ------------- | ------- | ----- | ---- |
| 1         | 2        | Dallyssa Huggins        | Canada        | 2:09.33 | 974   |      |
| 2         | 2        | Verena Preiner          | Austria       | 2:09.35 | 974   |      |
| 3         | 2        | Noor Vidts              | Belgio        | 2:15.37 | 888   |      |
| 4         | 1        | Nicole Oudenaarden      | Canada        | 2:21.18 | 808   |      |
| 5         | 2        | Jutta Heikkinen         | Finlandia     | 2:23.22 | 780   |      |
| 6         | 2        | Vanessa Spínola         | Brasile       | 2:23.59 | 775   |      |
| 7         | 2        | Alysha Burnett          | Australia     | 2:27.45 | 725   |      |
| 8         | 2        | Lucia Mokrášová         | Slovacchia    | 2:27.99 | 718   |      |
| 9         | 1        | Brina Mljač             | Slovenia      | 2:28.07 | 717   |      |
| 10        | 2        | Pang Yuting             | Cina          | 2:30.19 | 690   |      |
| 11        | 2        | Chu Chia-ling           | Taipei Cinese | 2:31.70 | 672   |      |
| 12        | 1        | Martine Bye             | Norvegia      | 2:33.88 | 645   |      |
| 13        | 1        | Kim Chae-young          | Corea del Sud | 2:38.27 | 593   |      |
| 14        | 1        | Ghazala Siddique        | Pakistan      | 2:47.48 | 490   |      |
| 15        | 1        | Tresna Puspita Gustiayu | Indonesia     | 2:53.70 | 426   |      |
| 16        | 1        | Tjaša Potočar           | Slovenia      | 2:54.22 | 421   |      |
|           | 1        | Terje Kaunissaar        | Estonia       | DNF     | 0     |      |

### Classifica finale
Il miglior risultato è evidenziato
| Posizione | Atleta                  | Nazione          | 100m O | SA   | GP    | 200m  | SL    | LG    | 800m    | Punti | Note                                     |
| --------- | ----------------------- | ---------------- | ------ | ---- | ----- | ----- | ----- | ----- | ------- | ----- | ---------------------------------------- |
|           | Verena Preiner          | Austria          | 13.90  | 1.77 | 13.32 | 24.82 | 5.94  | 48.61 | 2:09.35 | 6224  |                                          |
|           | Alysha Burnett          | Australia        | 14.60  | 1.86 | 12.46 | 25.92 | 6.09  | 46.26 | 2:27.45 | 5835  | Miglior prestazione personale            |
|           | Noor Vidts              | Belgio           | 14.27  | 1.74 | 12.68 | 25.13 | 6.20  | 31.37 | 2:15.37 | 5728  |                                          |
| 4         | Jutta Heikkinen         | Finlandia        | 14.20  | 1.68 | 12.23 | 25.62 | 5.76  | 44.91 | 2:23.22 | 5606  |                                          |
| 5         | Vanessa Spínola         | Brasile          | 15.20  | 1.68 | 12.61 | 25.55 | 5.63  | 38.60 | 2:23.59 | 5337  |                                          |
| 6         | Dallyssa Huggins        | Canada           | 15.54  | 1.74 | 12.78 | 26.32 | 5.19  | 34.24 | 2:09.33 | 5300  |                                          |
| 7         | Chu Chia-ling           | Taipei Cinese    | 14.06  | 1.62 | 12.27 | 26.43 | 5.71  | 37.63 | 2:31.70 | 5224  |                                          |
| 8         | Pang Yuting             | Cina             | 14.71  | 1.71 | 11.70 | 26.93 | 5.45  | 42.40 | 2:30.19 | 5195  |                                          |
| 9         | Lucia Mokrášová         | Slovacchia       | 14.93  | 1.59 | 12.69 | 26.09 | 5.32  | 35.04 | 2:27.99 | 5009  |                                          |
| 10        | Kim Chae-young          | Corea del Sud    | 15.62  | 1.68 | 10.58 | 27.36 | 5.61w | 35.69 | 2:38.27 | 4751  |                                          |
| 11        | Nicole Oudenaarden      | Canada           | DQ     | 1.71 | 13.83 | 25.68 | 5.70  | 40.93 | 2:21.18 | 4727  |                                          |
| 12        | Martine Bye             | Norvegia         | 16.01  | 1.68 | 11.33 | 28.86 | 4.74  | 43.73 | 2:33.88 | 4599  |                                          |
| 13        | Tresna Puspita Gustiayu | Indonesia        | 15.65  | 1.50 | 11.52 | 28.52 | 4.71  | 30.20 | 2:53.70 | 3986  |                                          |
| 14        | Brina Mljač             | Slovenia         | 17.29  | 1.35 | 9.19  | 28.14 | 4.39  | 23.86 | 2:28.07 | 3600  |                                          |
| 15        | Tjaša Potočar           | Slovenia         | 17.21  | 1.32 | 9.40  | 27.86 | 4.67  | 25.63 | 2:54.22 | 3421  | Miglior prestazione personale stagionale |
| 16        | Terje Kaunissaar        | Estonia          | 18.80  | 1.68 | 12.01 | 28.50 | NM    | 42.19 | DNF     | 3202  |                                          |
| 17        | Ghazala Siddique        | Pakistan         | 22.00  | NM   | 7.12  | 31.58 | 3.93  | NM    | 2:47.48 | 1659  |                                          |
|           | Liou Ya-jyun            | Taipei Cinese    | 14.53  | 1.59 | 10.35 | 27.29 | DNS   | –     | –       | DNF   |                                          |
|           | Fiorella Chiappe        | Argentina        | 14.31  | 1.68 | DNS   | –     | –     | –     | –       | DNF   |                                          |
|           | Shardiela Eisden        | Antille Olandesi | DNS    | –    | –     | –     | –     | –     | –       | DNS   |                                          |
|           | Meg Hemphill            | Giappone         | DNS    | –    | –     | –     | –     | –     | –       | DNS   |                                          |
|           | Stanislava Lajčáková    | Slovacchia       | DNS    | –    | –     | –     | –     | –     | –       | DNS   |                                          |